# Вадду, Абу Суфиан
Абу Суфиан Вадду Галиссиу Эльхаджи (фр. Abou Soufiane Waddou Galissiou Elhadji; род. 1 января 2006, Тахуа) — нигерский футболист, нападающий клуба «Гомель».

## Карьера
В сентябре 2024 года футболист присоединился к азербайджанскому клубу «Загатала», за который успел отличиться в первой половине сезона 2 забитыми голами и результативной передачей. В марте 2025 года футболист на правах свободного агента присоединился к белорусскому «Гомелю», подписав контракт до февраля 2026 года. Дебютировал за клуб футболист 18 апреля 2025 года в матче против столичного «Минска», выйдя на замену на 75 минуте.

## Международная карьера
В начале июня 2025 года футболист получил вызов в национальную сборную Нигера для участия в товарищеских матчах. 